# Канюк бермудський
Канюк бермудський (Bermuteo avivorus) — вимерлий вид яструбоподібних птахів родини яструбових (Accipitridae), що мешкав на Бермудських островах. Це єдиний представник монотипового роду Бермудський канюк (Bermuteo).

## Історія
Бермудський канюк був описаний у 2008 році за напівскам'янілими рештками, знайденими на Бермудських островах. Імовірно, саме про представників цього роду згадував у записах 1603 року Дієго Рамірес: "дуже красиві яструби, настільки дурні, що ми забивали їх дубинками". Бермудські канюки вимерли до 1623 року, коли капітан Джон Сміт зазначив, що на Бермудських островах трапляються лише бродячі хижі птахи. Імовірно, бермудські канюки вимерли у XVII столітті, незабаром після заселення архіпелагу людьми. Причиною вимирання могло стати полювання і поява на острові інтродукованих видів тварин.